# Adolf Rheinert
Adolf Rheinert (* 1880 in Düsseldorf; † 1958 ebenda) war ein deutscher  Landschafts- und Marinemaler der Düsseldorfer Schule.

## Leben

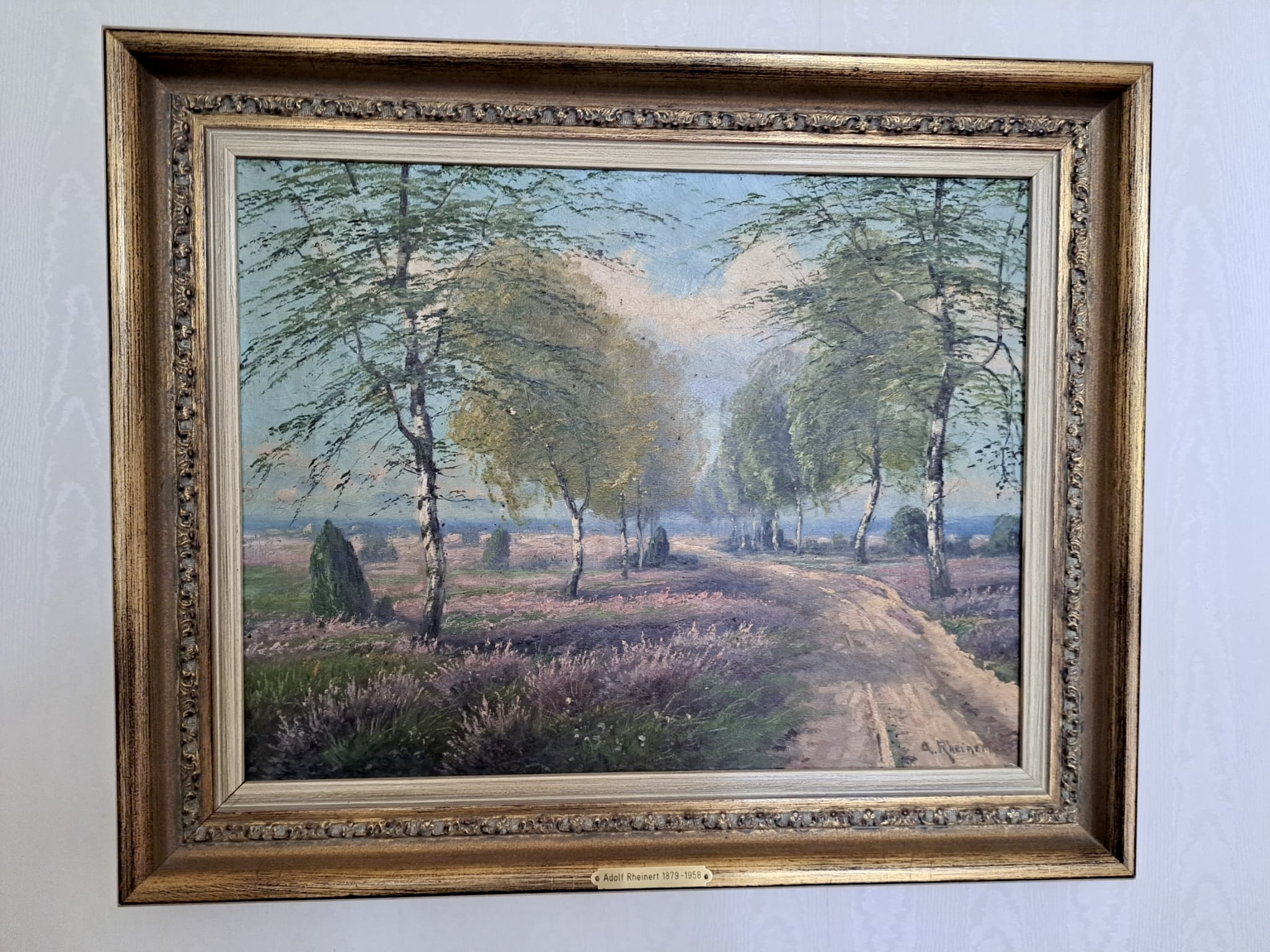
Adolf Rheinert: Landschaft mit Birkenallee in der Lüneburger Heide, Sammlung Villa Haas

Rheinert studierte an der Kunstakademie Düsseldorf bei Peter Janssen dem Älteren und Eugen Dücker Malerei. Er wirkte in Düsseldorf, wo er Mitglied des Künstlervereins Malkasten war. Studienreisen führten ihn nach Norwegen, Österreich und Italien. Seine Landschaftsmotive fand er hauptsächlich am Niederrhein, in den Mittelgebirgen und an der Nordseeküste.